# Alessandra Celletti (matematica)
Alessandra Celletti (Roma, 12 febbraio 1962) è una matematica e astronoma italiana.

## Biografia
Laureata in Matematica nel 1984 all'Università di Roma La Sapienza, si perfeziona presso il Politecnico Federale di Zurigo con Juergen Moser e Jörg Waldvogel. La sua attività di ricerca riguarda la meccanica celeste ed in particolare la teoria di Kolmogorov-Arnold-Moser (KAM). 
È socio fondatore della Società Italiana di Meccanica Celeste e Astrodinamica, che presiede dal 2001 al 2013. Già dal 1993 coordina i convegni internazionali CELMEC su questo tema. Dal Marzo 2009 è direttore del Master in Scienza e Tecnologia Spaziale dell'Università di Roma Tor Vergata, dove attualmente insegna come professore ordinario di Fisica Matematica. Nel 2010 è diventata membro onorario del "Celestial Mechanics Institute" e dal 2016 è editor-in-chief della rivista "Celestial Mechanics and Dynamical Astronomy". È stata "invited speaker" nel 2012 al 6th European Congress of Mathematics; nel 2015 è stata eletta vice-presidente della Commissione Scientifica di Meccanica Celeste dell'IAU (International Astronomical Union), per poi diventarne presidente nel 2018. Dal 2012 è membro della commissione scientifica della European Women in Mathematics (EMS/EWM) e dal 2017 presiede la commissione Women in Mathematics della European Mathematical Society. Dal 2020 è membro del Consiglio Direttivo e vice-Presidente dell'ANVUR, l'Agenzia Nazionale di Valutazione del Sistema Universitario e della Ricerca. È stata selezionata da “D-Donna Repubblica” come una delle 10 donne italiane dell'anno 2019 e da “Forbes” come una delle 100 italiane donne di successo del 2020. 
Nel 2007 il libro Ordine e caos nel sistema solare, scritto in collaborazione con Ettore Perozzi, è risultato finalista del Premio letterario Galileo per la divulgazione scientifica.
Nel 2023 l'American Astronomical Society's Division on Dynamical Astronomy (DDA) ha assegnato il Brouwer Career Award 2023 ad Alessandra Celletti per i suoi contributi allo sviluppo della teoria KAM in Meccanica Celeste, e allo studio della dinamica regolare o caotica di satelliti terrestri e detriti spaziali. 
In suo onore l'asteroide 2005 DJ1 è stato denominato 117539 Celletti.

## Pubblicazioni
- Meccanica Celeste, Casa editrice CUEN, Napoli, 1996, in collaborazione con Ettore Perozzi
- Esercizi di Meccanica Razionale, Aracne editrice, Febbraio 1999, Seconda Edizione: Marzo 2003
- The Waltz of the Planets, Praxis-Springer Verlag, 2007, in collaborazione con Ettore Perozzi
- Ordine e Caos nel Sistema Solare, Utet, 2007, in collaborazione con Ettore Perozzi
- Dinamica del Sistema Solare, Scuola IAD Tor Vergata, 2007
- Programmare per calcolare: dall'algebra all'astronomia, Scuola IAD Tor Vergata, 2007
- KAM Stability and Celestial Mechanics, Memoirs of the Americal Mathematical Society, vol. 187, n. 878, 2007, in collaborazione con Luigi Chierchia
- Stability and Chaos in Celestial Mechanics, Springer-Praxis, 2010